# جورجي بتروف
جورجي بتروف (بالبلغارية: Георги Петров)‏ (25 فبراير 1974 غوتسه دلتشو بلغاريا - ) هو لاعب كرة قدم بلغاري، يلعب كمدافع، لعب 111 مباراة وسجل 5 أهداف.

## مسيرته

### مسيرته مع المنتخبات الوطنية
- 2003 - 2004 لعب مع منتخب بلغاريا لكرة القدم 3 مباريات.

### مسيرته مع الأندية
- 1994 - 1995 لعب مع بيرين بلاغويفغراد 5 مباريات سجل خلالها هدف.
- 1995 - 1996 لعب مع نادي بوتيف بلوفديف 24 مباراة سجل خلالها هدفين.
- 1996 - 1997 لعب مع ليفسكي صوفيا مباراتين.
- 1997 - 1999 لعب مع فيلبوزد كيوستينديل [الإنجليزية]‏ 43 مباراة سجل خلالها هدف.
- 1999 - 2008 لعب مع بيلاسيتسا بيتريتش [الإنجليزية]‏ 10 مباريات سجل خلالها هدف.
- 2001 - 2003 لعب مع نادي لوكوموتيف بلوفديف مباراتين.
- 2003 - 2003 لعب مع Liaoning F.C. [الإنجليزية]‏ 22 مباراة.

## روابط خارجية
- جورجي بتروف على موقع قاعدة بيانات كرة القدم.إي يو (الإنجليزية)
- جورجي بتروف على موقع ناشيونال فوتبول تيمز (الإنجليزية)